# Stałe Przedstawicielstwo Stanów Zjednoczonych przy NATO
Stałe Przedstawicielstwo Stanów Zjednoczonych przy Organizacji Traktatu Północnoatlantyckiego (USNATO) (ang. United States Mission to North Atlantic Treaty Organization) – misja dyplomatyczna Stanów Zjednoczonych Ameryki przy Organizacji Traktatu Północnoatlantyckiego. Placówka zlokalizowana jest w Brukseli, w kwaterze głównej NATO.

## Działalność
Stany Zjednoczone są jednym z członków założycieli NATO, należąc do tej organizacji od 1949. Pierwszego Stałego Przedstawiciela Stanów Zjednoczonych przy NATO - Williama Henry'ego Drapera Jr., mianował w 1953 prezydent Dwight Eisenhower. Draper rozpoczął urzędowanie 8 kwietnia 1953.
Stałe Przedstawicielstwo Stanów Zjednoczonych przy NATO reprezentuje interesy polityki zagranicznej Stanów Zjednoczonych w ramach Sojuszu. Stały przedstawiciel zasiada w Radzie Północnoatlantyckiej. Pracownicy misji reprezentują liczne agencje federalne Stanów Zjednoczonych.

## Rezydencja
Rezydencją stałego przedstawiciela jest Truman Hall, zlokalizowany w podbrukselskim Tervuren. Wilia zbudowana została w 1963 w tradycyjnym flamandzkim stylu dla czekoladnika Jeana Michielsa. W 1984 od pani Michiels zakupił ją rząd Stanów Zjednoczonych. W podzięce za uratowanie Belgii przez Stany Zjednoczone podczas II wojny światowej, zgodnie z wolą właścicielki, nieruchomość sprzedana została po zaniżonej cenie.
Budynek otrzymał wówczas obecną nazwę na cześć prezydenta Stanów Zjednoczonych Harry'ego Trumana - orędownika powstania NATO. Natomiast dawny domek ogrodnika, przekształcony przez Amerykanów w pensjonat, nazwano na cześć republikańskiego senatora Arthura Vandenberga, który współpracował z demokratą Trumanem w celu uzyskania ratyfikacji traktatu północnoatlantyckiego przez Senat Stanów Zjednoczonych, wypracowując tym standard dwupartyjnego wsparcia dla obecności Stanów Zjednoczonych w NATO.

## Stali Przedstawiciele[2]
- William Henry Draper Jr. (1953)
- John Chambers Hughes (1953 - 1955)
- George Walbridge Perkins (1955 - 1957)
- Warren Randolph Burgess (1957 - 1961)
- Thomas Knight Finletter (1961 - 1965)
- Harlan Cleveland (1965 - 1969)
- Robert Fred Ellsworth (1969 - 1971)
- David Matthew Kennedy (1972 - 1973)
- Donald Henry Rumsfeld (1973 - 1974)
- David Kirkpatrick Este Bruce (1974 - 1976)
- Robert Strausz-Hupé (1976 - 1977)
- William Tapley Bennett Jr. (1977 - 1983)
- David Manker Abshire (1983 - 1987)
- Alton Gold Keel Jr. (1987 - 1989)
- William Howard Taft IV (1989 - 1992)
- Reginald Bartholomew (1992 - 1993)
- Robert E. Hunter (1993 - 1997)
- Alexander Russel Vershbow (1997 - 2001)
- R. Nicholas Burns (2001 - 2005)
- Victoria Nuland (2005 - 2008)
- Kurt D. Volker (2008 - 2009)
- Ivo H. Daalder (2009 - 2013)
- Douglas Edward Lute (2013 - 2017)
- Kay Bailey Hutchison (2017 - 2021)
- Julianne Smith (2021 - 2024)[4]
- Scott Oudkirk (2024 - 2025) chargé d’affaires
- Matthew Whitaker (2025 - nadal)